# Holotrichia richteri
Holotrichia richteri är en skalbaggsart som beskrevs av Brenske 1892. Holotrichia richteri ingår i släktet Holotrichia och familjen Melolonthidae. Inga underarter finns listade i Catalogue of Life.